# آندرس اوروس
آندرس اوروس (اسپانیایی: Andrés Oroz‎؛ زادهٔ ۲ اوت ۱۹۸۰) بازیکن فوتبال اهل شیلی است.

## باشگاهی
از باشگاه‌هایی که در آن بازی کرده‌است می‌توان به باشگاه فوتبال اونیورسیداد شیلی اشاره کرد.

## تیم ملی
وی همچنین در تیم ملی فوتبال شیلی بازی کرده‌است.